# 陵内信号場
陵内信号場（ヌンネしんごうじょう）は、大韓民国京畿道南楊州市にあった韓国鉄道公社中央線の信号場 (廃駅)である。2008年12月29日をもって廃止となった。

## 駅構造
- 相対式ホーム2面2線の地上駅。

## 歴史
- 1956年5月1日 - 開業。
- 2007年6月1日 - この日をもって旅客列車の客扱いを中止。
- 2008年12月29日 - 廃止。

## 隣の駅
韓国鉄道公社
中央線 (旧線)
八堂駅 - 陵内信号場 (廃止) - 両水駅